# آلکونوست

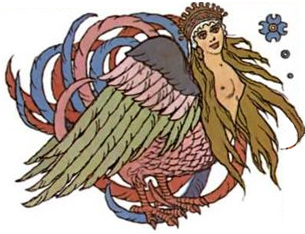
آلکونوست اثر ایوان بیلیبین

آلکونوست (به روسی: Алконост) بنابر افسانه‌های روسی موجودی است با بدن پرنده و سر زنی زیبا. این موجود همچون سیرن در اساطیر یونانی آواهایی بسیار زیبا تولید می‌کند و کسانی که آن‌ها را می‌شنوند همه‌چیز را فراموش کرده و دیگر هیچ‌چیز نمی‌خواهند. آلکونوست بر روی ساحل تخم‌گذاری می‌کند و سپس آن‌ها را به داخل دریا می‌غلطاند. هنگامی‌که زمان بیرون‌آمدن فرزندان آلکونوست از تخم‌ها فرا می‌رسد توفان و تندری درگرفته و دریا چنان متلاطم می‌شود که دیگر نمی‌توان در آن قایقرانی نمود.
نام آلکونوست برگرفته از نام نیمه‌الهه‌ای یونانی به‌نام آلکونه است. در اساطیر یونانی آلکونه توسط خدایان به مرغی ماهی‌خوار تبدیل شده بود.

## نگارخانه

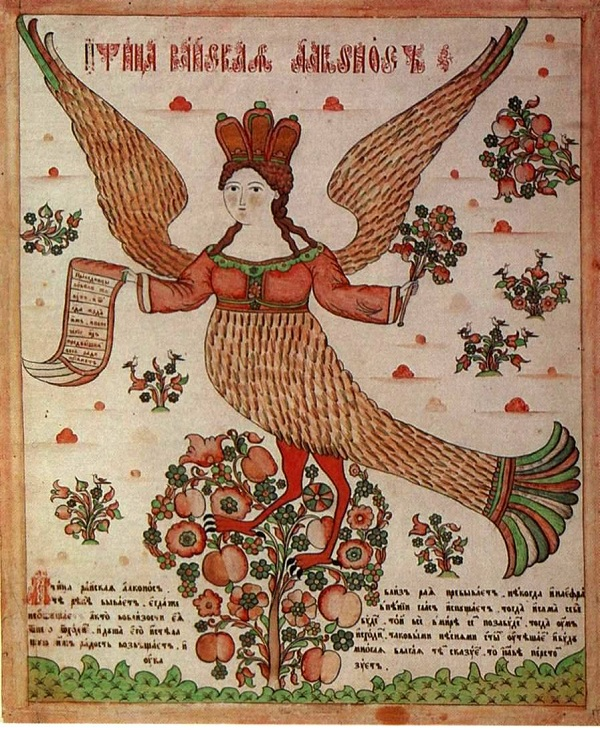
نگاره‌ای روسی از آلکونوست
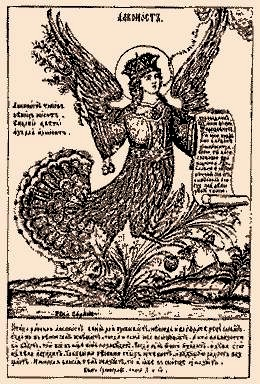
کارت‌پستالی با نقش آلکونوست منعلق به سال ۱۹۰۸
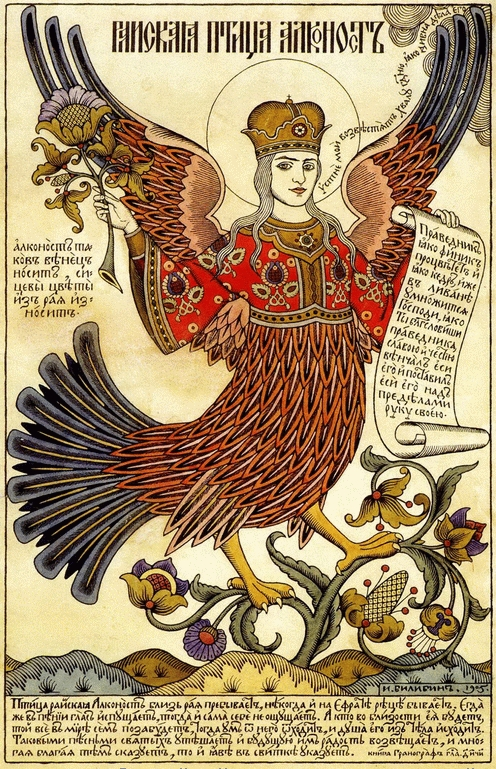
آلکونوست اثر ایوان یاکولویچ بیلبین، ۱۹۰۵
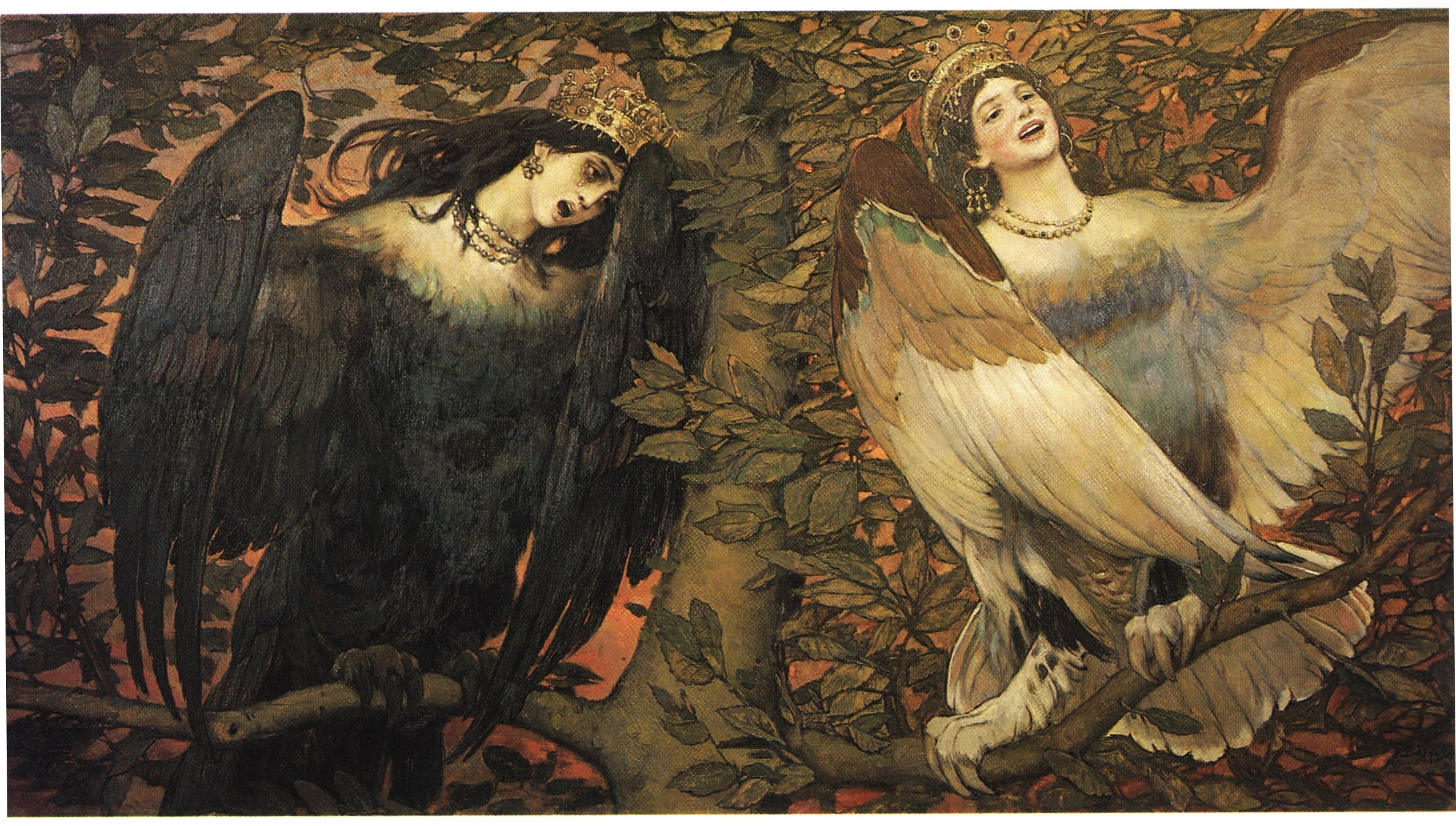
نقاشی‌ای از آلکونوست (راست) و سیرین (چپ) موسوم به پرندگان شادی و غم اثر ویکتور واسنتسوف، ۱۸۹۶.